# Гасанов, Мамед Рза Дадаш оглы
Мамед Рза Дадаш оглы Гасанов (азерб. Məmmədrza Dadaş oğlu Həsənov; 16 августа 1909, Шемахинский уезд — 16 июля 1984, Ахсуинский район) — советский азербайджанский хлебороб, Герой Социалистического Труда (1948).

## Биография
Родился 16 августа 1909 года в селе Биджо Шемахинского уезда Бакинской губернии (ныне Ахсуинский район Азербайджана).
В 1931—1934 годах служил в армии. С 1934 года учитель, на различных хозяйственных должностях в Шемахинском районе. В 1941—1945 годах председатель исполкома Биджойского сельского Совета депутатов трудящихся, в 1945—1976 годах председатель колхоза имени Азизбекова Ахсуинского района. С 1976 года председатель исполкома Биджойского сельского Совета народных депутатов. В 1947 году получил урожай пшеницы 32,35 центнера с гектара на площади 51 гектар.
Указом Президиума Верховного Совета СССР от 10 марта 1948 года за получение в 1947 году высоких урожаев пшеницы Гасанову Мамед Рза Дадаш оглы присвоено звание Героя Социалистического Труда с вручением ордена Ленина и золотой медали «Серп и Молот».
Активно участвовал в общественной жизни Азербайджана. Член КПСС с 1939 года. Депутат Верховного Совета Азербайджанской ССР 6-го созыва.
Скончался 16 июля 1984 года в родном селе.